# Evjen Station
Evjen Station (Evjen holdeplass) var en jernbanestation på Bergensbanen, der lå i Ringerike kommune i Norge.
Stationen blev oprettet som trinbræt 15. maj 1930, et år hvor der også blev oprettet flere andre af slagsen på strækningen mellem Hønefoss og Sokna. De blev nedlagt igen 31. maj 1970.